# Àguila audaç

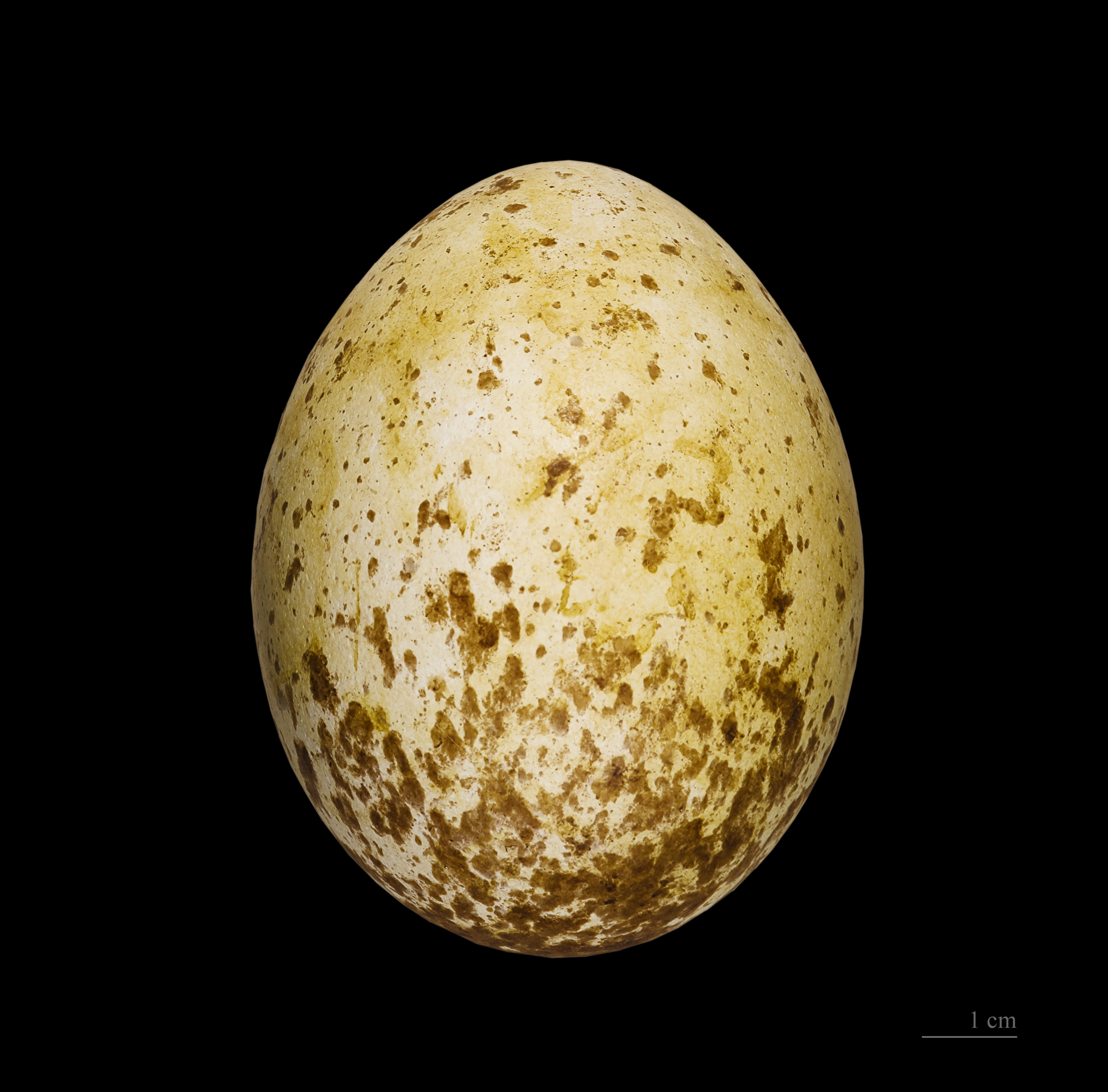
Aquila audax

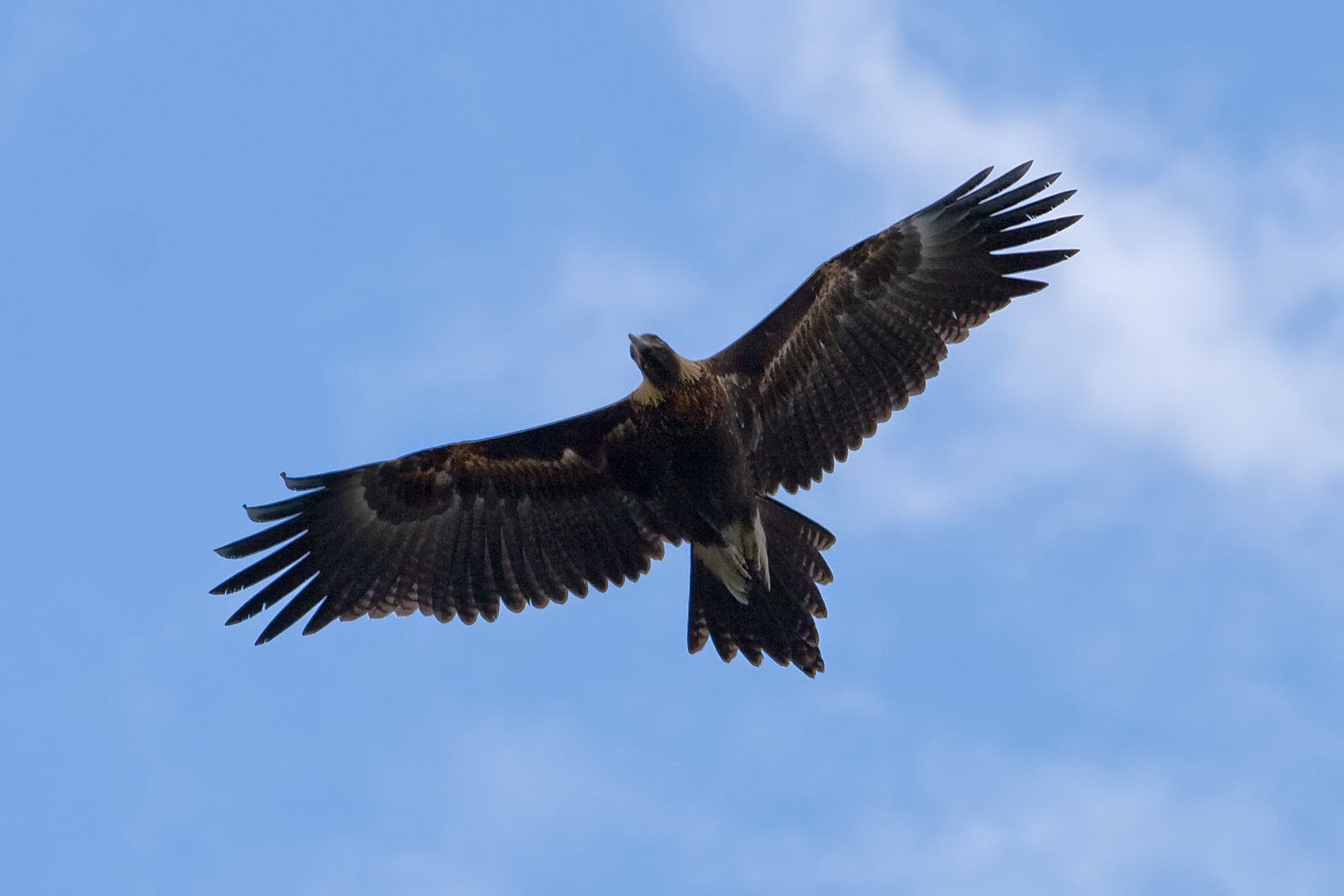
Àguila audaç en vol.

L'àguila audaç (Aquila audax) és un gran ocell rapinyaire de la família dels accipítrids. Habita en Austràlia i Tasmània, zona en què és el rapinyaire més gran. El seu estat de conservació es considera de risc mínim.
El seu aspecte és el d'una gran àguila amb una llargària de 81-104 cm i una envergadura de 186-227 cm, color general marró i una distintiva cua cuneïforme. Bastant versàtil quant a hàbitat, pot viure en terrenys molt variats, faltant de selves i boscos molt densos. S'alimenta en gran manera de carronya, en una zona de la que manquen els voltors. També cacen conills, petits marsupials i diverses espècies d'ocells.